# Leonard Heaton (Pianist)
Leonard Dunstan Heaton (* 1889 in Hinckley, Leicestershire; † 15. August 1963 in Winnipeg) war ein kanadischer Pianist und Musikpädagoge englischer Herkunft.
Heaton war Schüler von Leopold Godowsky und Rudolph Ganz. Entweder vor 1909 in Berlin oder nach 1914 in New York studierte er bei Alberto Jonás. 1909 ließ er sich in Winnipeg nieder, wo er mehr als 50 Jahre als Klavierlehrer, Pianist und Organist wirkte. Von 1923 bis 1925 war er Präsident des Men's Musical Club of Winnipeg, von 1944 bis 1948 Präsident der Manitoba Registered Music Teachers' Association (MRMTA). Zu seinen Schülern zählten Jean Broadfoot, John Kuchmy, Edward Lincoln, Helen Martens, Gordon McLean, Ross Pratt, Joyce Redekop-Fink und Russell Standing. Die University of Manitoba vergibt jährlich zwei Leonard Heaton Memorial Scholarships und ehrt den Musikpädagogen mit einem Leonard Heaton Room.

## Quelle
- The Canadian Encyclopedia - Leonard Heaton

| Personendaten    | Personendaten                                             |
| ---------------- | --------------------------------------------------------- |
| NAME             | Heaton, Leonard                                           |
| ALTERNATIVNAMEN  | Heaton, Leonard Dunstan (vollständiger Name)              |
| KURZBESCHREIBUNG | kanadischer Pianist und Musikpädagoge englischer Herkunft |
| GEBURTSDATUM     | 1889                                                      |
| GEBURTSORT       | Hinckley, Leicestershire                                  |
| STERBEDATUM      | 15. August 1963                                           |
| STERBEORT        | Winnipeg                                                  |